# Bánffy
Bánffy de Lendwa, poznati i kao Banići, hrvatsko-ugarska plemićka obitelj, ogranak njemačkog plemićkog roda Hahót. Podrijetlom su iz Tiringije, odakle su potkraj 12. stoljeća doselili u Zaladsku županiju u Ugarskoj pod vodstvom grofa Haholda I. Godine 1278. kralj Ladislav IV. darovao je Stjepanu I. (1267. – 1328.), banu cijele Slavonije Lendavu i druge posjede u Zaladskoj, Šomodskoj i Križevačkoj županiji te obitelji uzima pridjevak de Lendwa. Imali su mali posjed i u sjeverozapadnom dijelu Međimurja, po kojem se danas zove istoimeno naselje.
Stjepanov sin Nikola I. († 1356.) bio je također slavonski ban, kao i njegovi sinovi, Stjepan II. i Ivan I. u razdoblju 1380. – 1385. godine. Ivan I. bio je zajedno s bratom i župan Zagorja, a sam je obnašao dužnost mačvanskog bana (1386. – 1387.).
Andrija Bánffy bio je podban (1473. – 1476.), a nakon smrti bana Ivana Ernušta postao je hrvatsko-slavonski ban (1476. – 1477.) te se bez većeg uspjeha sukobljavao s Osmanlijama.
Godine 1481. Nikola V. dobio je u posjed grad Stupčanicu, a njegov sin Ivan IV. (1509. – 1534.) dobio je Viroviticu s vlastelinstvom i čast nasljednog župana Virovitičke županije. Godine 1527. izgubio je Viroviticu, jer je pristao uz Ivana Zapolju, no u posjed obitelji vratio ju je njegov sin Stjepan V. Unatoč tome, uspjeh je bio kratkotrajan jer su Viroviticu već 1552. godine osvojili Turci.
Obitelj Bánffy izumrla je u Hrvatskoj smrću Nikole VIII. 1627. godine.

## Vanjske poveznice
- Bánffy Hrvatska enciklopedija
- Bánffy de Lendwa (Banići) Hrvatski biografski leksikon